# Un bel dì, vedremo

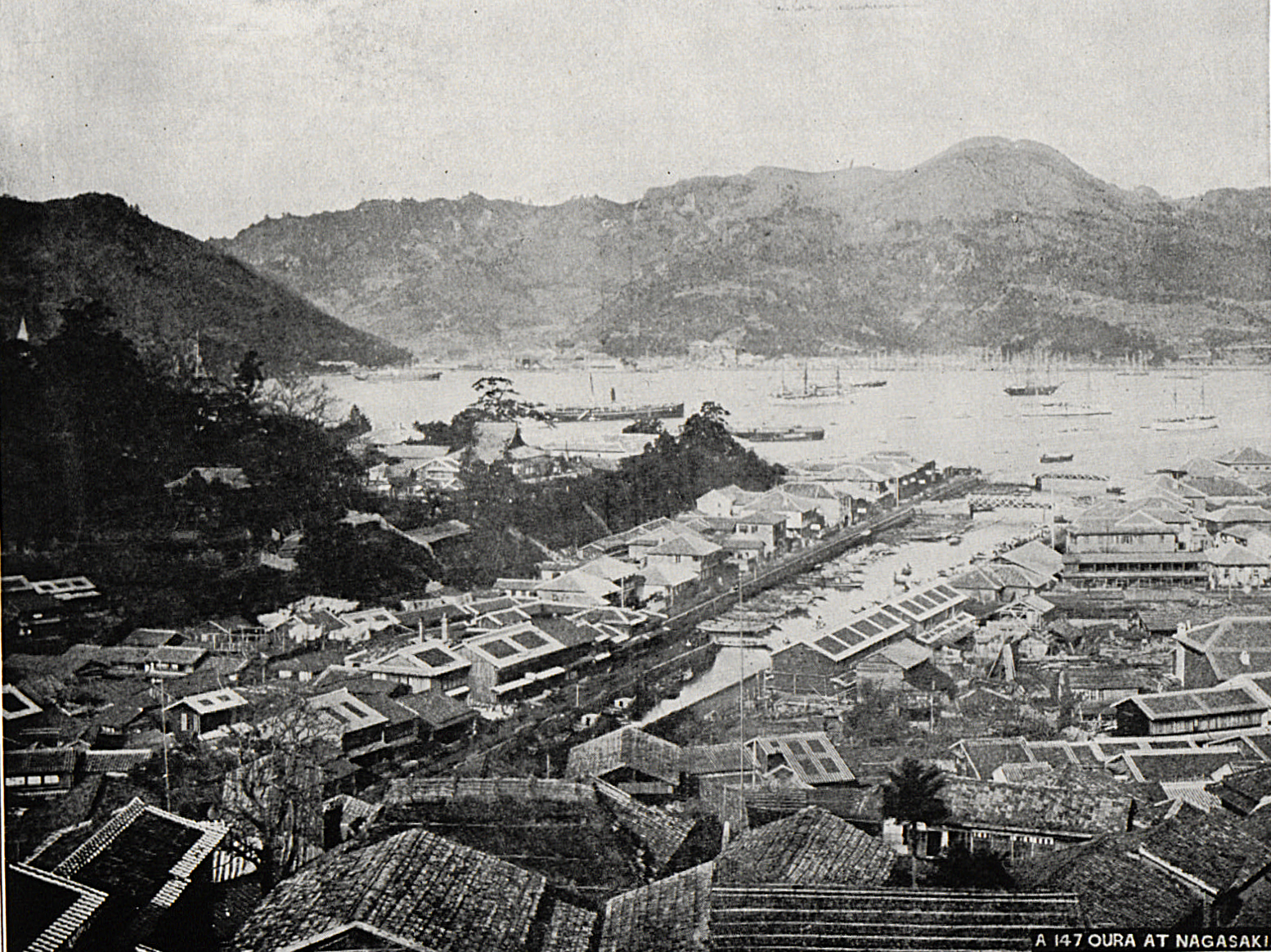
Widok na zatokę Nagasaki, miejsce wyobrażonej sceny, 1900

Un bel dì, vedremo – sopranowa aria z II aktu opery Madame Butterfly Giacoma Pucciniego, do której libretto napisali Luigi Illica i Giuseppe Giacosa na podstawie noweli Madame Butterfly Johna Luthera Longa. Przypisana jest do roli Cio-Cio-San, która oczekuje na powrót swojego męża. Pierwsza tę rolę w czasie światowej prapremiery opery zaśpiewała Rosina Storchio 17 lutego 1904 roku. Aria jest najbardziej znanym utworem z tej opery i należy do podstawowego repertuaru sopranowego na świecie.
W trakcie arii Cio-Cio-San wyobraża sobie postać swojego męża, który wraca po długiej nieobecności. Scena kończy się spotkaniem.

## Kontekst
15-letnia gejsza Cio-Cio-San zwana „Butterfly” bierze ślub z oficerem marynarki USA B.F. Pinkertonem. Niedługo po ślubie Pinkerton musi wrócić do swojej ojczyzny, jednak obiecuje że kiedyś wróci. Trzy lata po ślubie, Cio-Cio-San dalej oczekuje na powrót do Japonii swojego dawno nieobecnego męża. Jej służąca Suzuki nie wierzy, że Pinkerton wróci, ale Butterfly bezgranicznie ufa w powrót męża.
Próbując przekonać Suzuki o lojalności Pinkertona, Butterfly śpiewa o wyimaginowanej scenie, w której smużka dymu na dalekim horyzoncie sygnalizuje przybycie białego statku do portu Nagasaki, na pokładzie którego znajduje się Pinkerton. Wyobrażona scena kończy się romantycznym spotkaniem.

## Muzyka

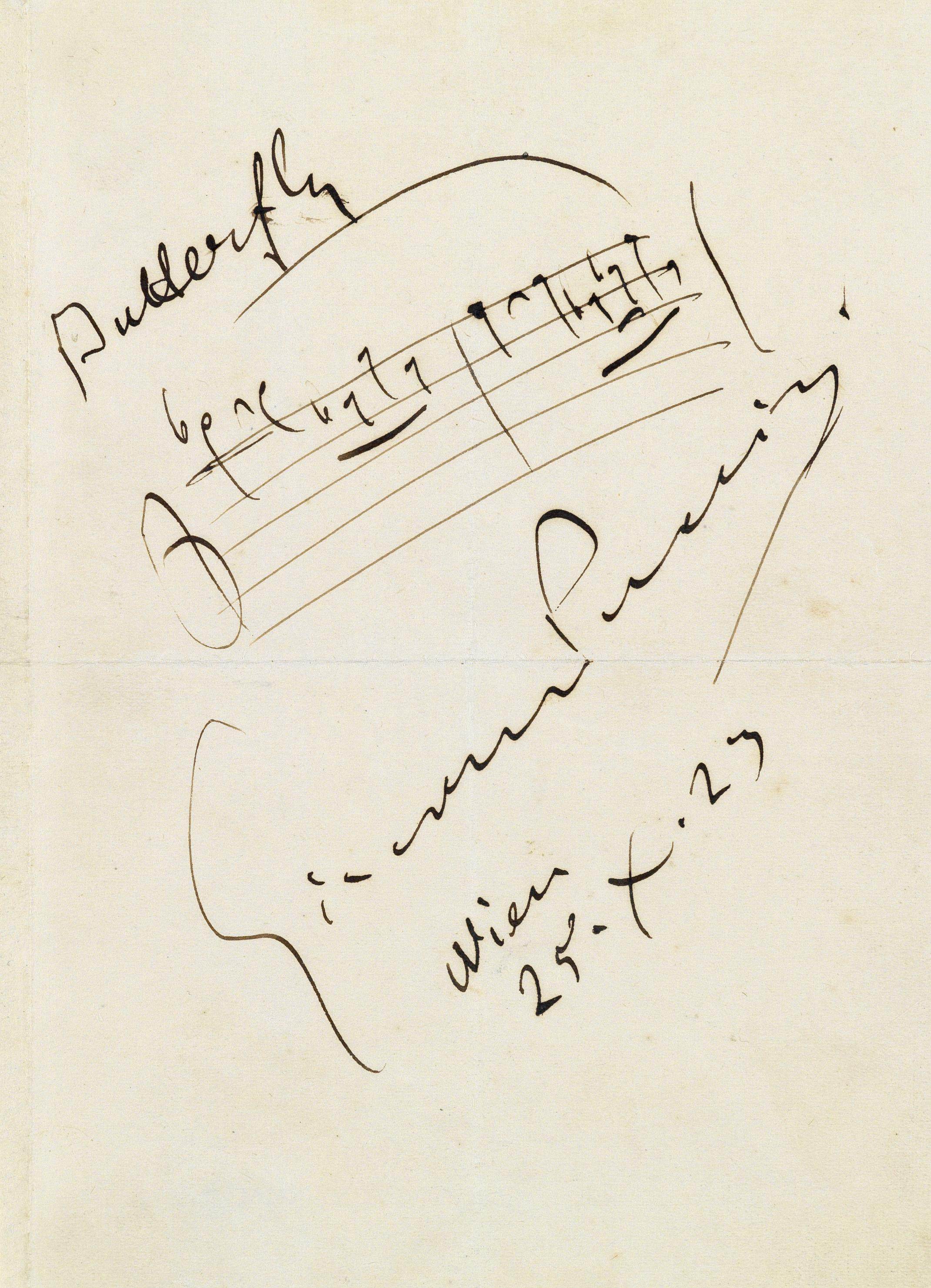
Autograf Pucciniego wraz z zapisem nutowym Un bel dì, vedremo, 1923

Utwór został napisany w tempie andante molto calmo poza jednym fragmentem w lento. Punkt kulminacyjny przypada na ostatnie takty arii, kiedy do śpiewaczki dołącza orkiestra.
Aria została ponownie użyta w amerykańskim musicalu First Love z 1939 roku. Utwór w wersji angielskiej zaśpiewała główna aktorka Deanna Durbin. W 1984 roku brytyjski muzyk Malcolm McLaren wydał płytę z nową aranżacją arii. Utwór synth-pop o tytule Madam Butterfly (Un bel dì, vedremo) zajął 13. miejsce na UK Singles Chart.

## Historia
Jedną z głównych inspiracji do stworzenia opery była sztuka Davida Belasco traktująca o tej samej historii. W tej wersji bohaterka nie wyobraża sobie idealnego powrotu męża. Teatralna Cio-Cio-San siedzi nieruchomo w milczeniu oczekując na Pinkertona. Scena trwa 14 minut, w trakcie której tło wokół bohaterki zmienia barwę, wskazując na upływający czas. Gra światłocieni, jak i cała scena uznawana była za nowatorską w momencie premiery.

## Nagrania
Prapremiera opery odbyła się w Mediolanie 17 lutego 1904 roku w La Scali. Główną rolę, postać Cio-Cio-San zagrała Rosina Storchio. Występ został negatywnie przyjęty. Trzy miesiące później premierę miała wersja poprawiona, w której Storchio zastąpiono ukraińską sopranistką Salomeą Kruszelnicką, gdzie bisowano pięć arii.
Istnieje przynajmniej 130 nagrań opery. Pierwsze znane nagranie miało miejsce w 1909 roku. Opera została wystawiona w języku angielskim, a do głównej roli zaangażowano René Vivienne. Wersja włoska została nagrana w 1921 roku, w której postać Cio-Cio-San zagrała Ottavia Giordano. Tamaki Miura była pierwszą Japonką w roli Cio-Cio-San. Po debiucie w maju 1915 roku, rozpoczęła trasę koncertową po Ameryce Północnej i Europie. 
Pierwsze nagranie z Marią Callas pochodzi z 1955 roku. Występ został zrealizowany w La Scali pod batutą Herberta von Karajana. Hiszpańska śpiewaczka, Montserrat Caballé, wielokrotnie wystąpiła w roli Butterfly. Jej najwcześniejszy nagrany występ pochodzi z 1967 roku i został wykonany na zlecenie Philadelphia Lyric Opera Company.

## Libretto
| Włoska wersja oryginalna: Un bel dì vedremo levarsi un fil di fumo sull’estremo confin del mare. E poi la nave appare. Poi la nave bianca entra nel porto, romba il suo saluto. Vedi? È venuto! Io non gli scendo incontro. Io no. Mi metto là sul ciglio del colle e aspetto, e aspetto gran tempo e non mi pesa, la lunga attesa. È uscito dalla folla cittadina, un uom, un picciolo punto s’avvia per la collina. Chi sarà? chi sarà? E come sarà giunto che dirà? che dirà? Chiamerà „Butterfly” dalla lontana. Io senza dar risposta me ne starò nascosta un po’ per celia e un po’ per non morire al primo incontro; ed egli alquanto in pena chiamerà, chiamerà: „Piccina mogliettina, olezzo di verbena”, i nomi che mi dava al suo venire. Tutto questo avverrà, te lo prometto. Tienti la tua paura, io con sicura fede l’aspetto. | Tłumaczenie polskie: Któregoś pięknego dnia ujrzymy, jak z samego krańca morza podnosi się smuga dymu. A potem ukaże się statek. Wreszcie biały statek wpływa do portu, grzmi salwą na powitanie. Widzisz? Wrócił! Nie wyjdę mu na spotkanie. O, nie. Zatrzymam się na krawędzi wzgórza i poczekam, nawet długie godziny, nie będzie mi przykre długie wyglądanie. Z miejskiego tłumu wyłania się ktoś, mały punkcik rusza w stronę wzgórza. Kto to może być? Kto? I – gdy już dotrze – co powie? Co? Zawoła z oddali: „Butterfly”. Zostawię go bez odpowiedzi, nie wyjdę z ukrycia – trochę dla żartu, a trochę dlatego, by móc wytrzymać to pierwsze spotkanie – i nie umrzeć. Zaniepokoi się pewnie i zawoła: „malutka żonko, kwiecie werbeny”, imionami, które nadał mi, gdy przyszedł. To wszystko naprawdę się stanie, przysięgam. Powstrzymaj swoje obawy, z niezachwianą wiarą – będę czekać. |